# Huld
Huld är i nordisk mytologi en völva eller sejdkona i Ynglingasagan. Hon fick av drottning Driva i uppdrag att döda den  svenske sagokungen Vanlande, då han trots löfte inte återkom till henne. Trollkvinnan kvävde honom i skepnad av en mara. På uppmaning av kung Visburs söner trollade hon sedan så, att Ynglingarnas ätt alltid hemsöktes av släktmord. I en mot slutet av medeltiden avfattad isländsk berättelse omtalas Huld som Odens älskarinna och moder till halvgudinnorna Torgerd och Irpa.